# Trójca (Neder-Silezië)
Trójca (Duits: Troitschendorf) is een dorp in de Poolse woiwodschap Neder-Silezië. De plaats maakt deel uit van de gemeente Zgorzelec.

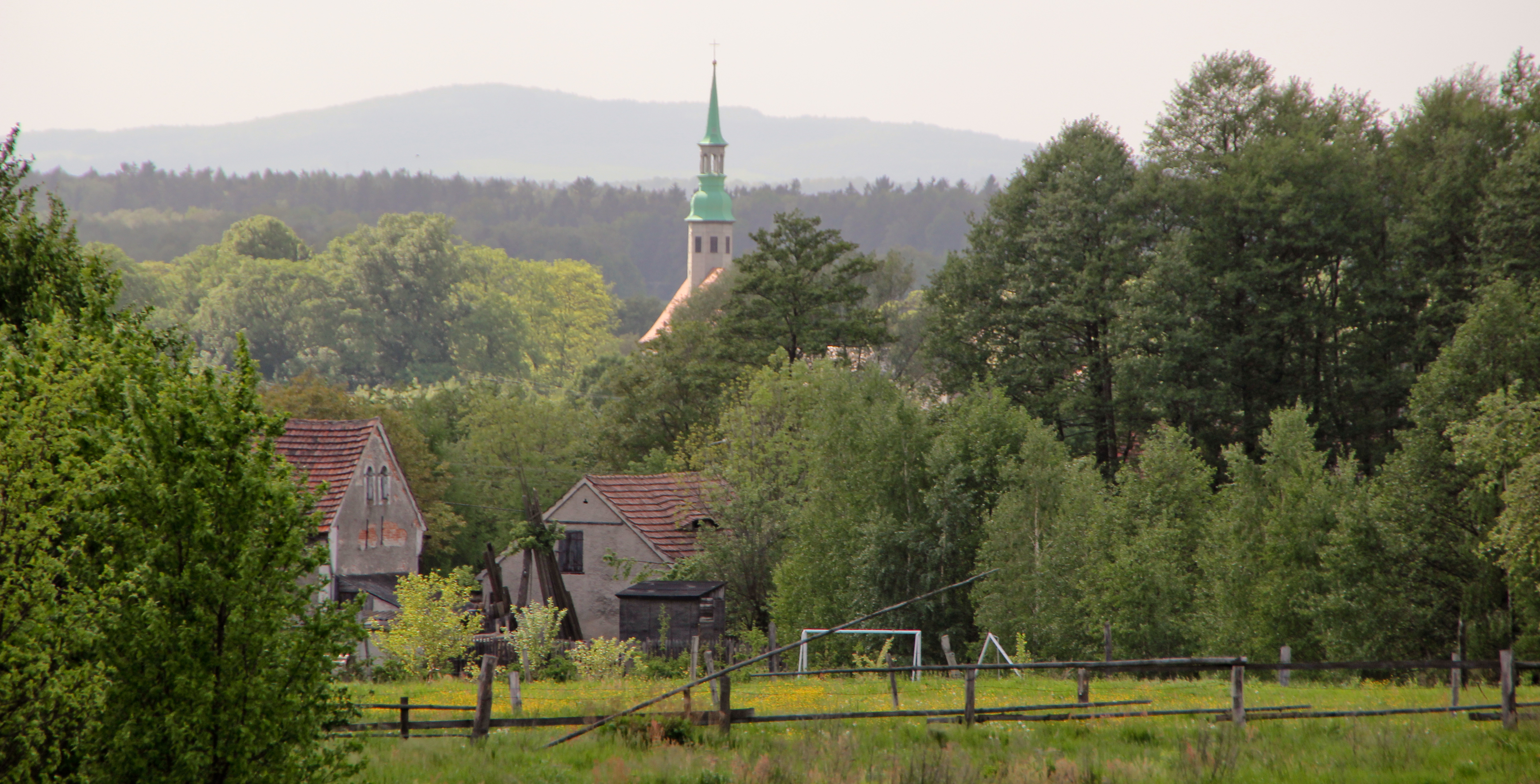